# Арон Чонка
Арон Чонка (мађ. Áron Csonka; 25. новембар 1976) политичар је у Србији из мађарске националне мањине. Од 2010. је на челу Демократске заједнице војвођанских Мађара. Био је посланик у Скупштини АП Војводине од 2016. до 2020. године.

## Детињство, младост и приватна каријера
Чонка је дипломирао на Филозофском факултету Универзитета у Новом Саду, дипломирао је српски језик и књижевност. Српски језик је учио у средњој техничкој школи у Ади.